# Meteorická astronomie

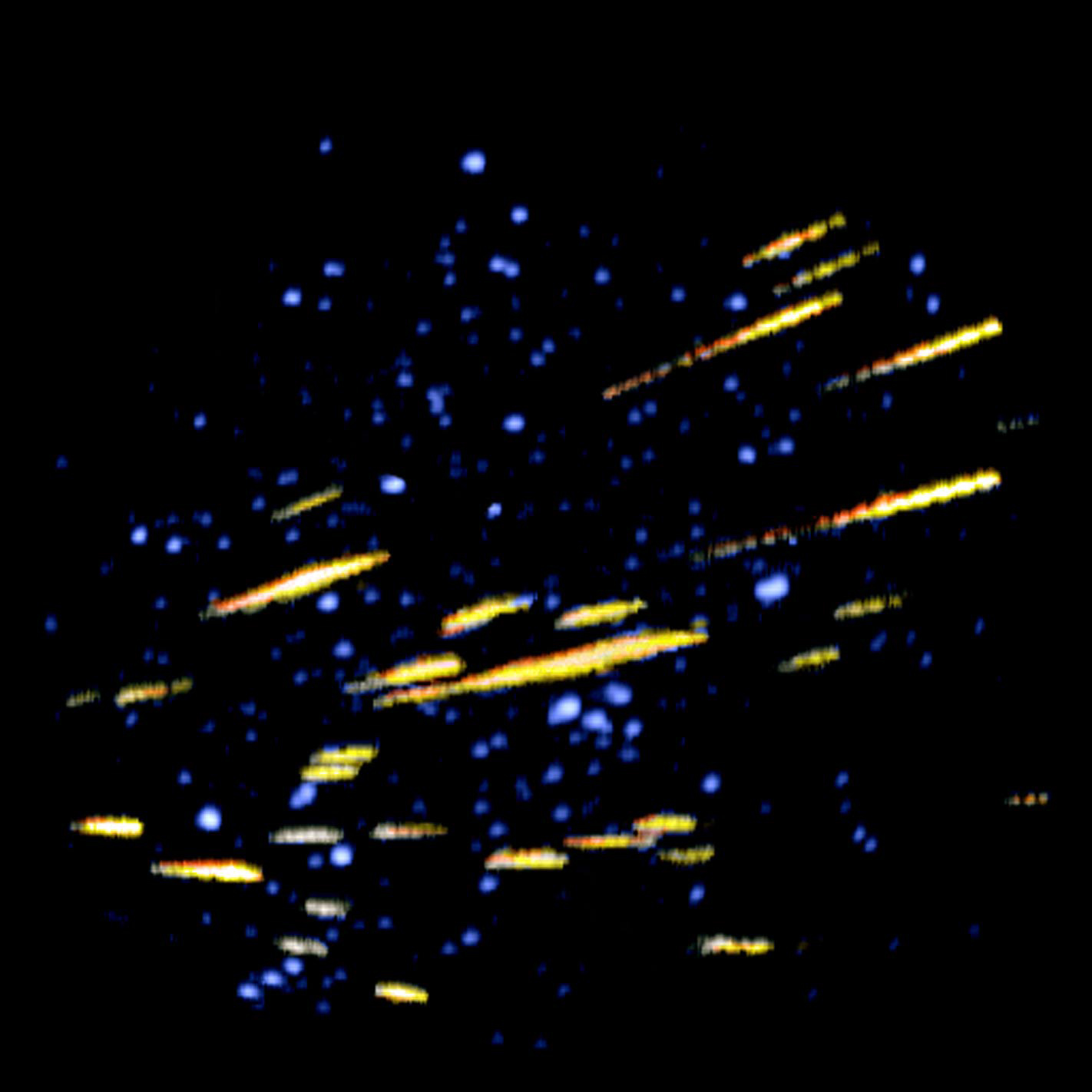
Na tomto obrázku je vzplanutí meteoru Alfa-Monocerotid v roce 1995. Meteorický roj Perseid, obvykle nejbohatší meteorický roj roku, vrcholí v srpnu. Během hodiny by člověk, který by sledoval jasnou oblohu z tmavého místa, mohl vidět až 50-100 meteorů. Meteory jsou ve skutečnosti kusy horniny, které se odlomily od komety a nadále obíhají kolem Slunce. Země prochází na své oběžné dráze troskami komety. Když se malé kousky dostanou do zemské atmosféry, tření způsobí jejich spálení.

Meteorická astronomie je obor astronomie, který se zabývá pozorováním a studiem meteorů. Určuje jejich dráhy, stejně jako dráhy meteorických rojů, analyzuje spektra meteorů, vypočítává dráhy jejich meteoroidů v meziplanetárním prostoru před průnikem do atmosféry. V Česku má meteorická astronomie dlouhou tradici a čeští astronomové se řadí celosvětově na jedno z předních míst ve výzkumu meteorů.
Meteorická astronomie úzce spolupracuje s meteoritikou, která se zabývá sběrem a rozborem meteoritů, protože ta může najít spadený meteorit a je pak možné určit jeho předchozí dráhu. Navazuje i na fyziku vysoké atmosféry, protože meteory se pohybují ve výškách kolem 100 kilometrů nad povrchem Země.
Za účelem pozorování bolidů vznikla Evropská bolidová síť.